# Vanspor FK
Vanspor FK ist ein türkischer Sportverein aus der ostanatolischen Stadt Van. Der Verein wurde 1982 gegründet und spielt in der TFF 2. Lig. Van Büyükşehir Belediyespor wird fälschlicherweise oft mit dem früheren Erstligisten und mittlerweile aufgelösten Verein Vanspor gleichgesetzt. Es handelt sich jedoch um zwei separate Vereine, die zeitweise in der gleichen Liga spielten und miteinander in starker Konkurrenz standen. Nach der Insolvenz und anschließender Schließung von Vanspor änderte Van Belediyespor seinen Namen in Belediye Vanspor um und versuchte so, die Nachfolge des erfolgreicheren Rivalen anzutreten, die jedoch mit den Verantwortlichen von Vanspor nicht abgesprochen war.

## Geschichte
Der Verein, der ehemals Van Belediyespor hieß, spielte in der Saison 2002/03 in den Playoffs zur TFF 3. Lig in den Farben Rot-Blau, verpasste jedoch den Aufstieg und stieg erst nach der Saison 2005/06 auf. Nach der Änderung des Namens und der Vereinsfarben spielte man in der 3. Liga Gruppe 1 fortan unter dem heutigen Namen Belediye Vanspor in den Farben Rot-Schwarz. Nach der Meisterschaft in der Saison 2007/08 stieg man in die TFF 2. Lig auf und stieg jedoch nach Ende der Saison 2010/11 wieder in die TFF 3. Lig ab.

### Neuzeit und Namensänderung
Nachdem die Provinz Van 2013 den Status einer Büyükşehir Belediyesi (dt.: ‚Großstadtverwaltung‘) erhalten hatte, änderte der Verein zum 33. Spieltag der Saison 2013/14 seinen bisherigen Namen von Belediye Vanspor (dt.: Sportverein der Stadtverwaltung Van) in Van Büyükşehir Belediyespor (dt.: Sportverein der Großstadtverwaltung Van) um. Nach der Namensänderung führt der Klub das Akronym Van BB bzw. Van BBSK. Seit Anfang der Saison 2019/20 wurde der Verein in Vanspor FK umbenannt.

## Farben und Wappen
Die Farben von Vanspor sind Rot und Schwarz, was sich an die Besatzung der Russen 1915 in Van anlehnt. Die Farbe Schwarz soll an den bitteren und traurigen Tag und die Farbe Rot an die Opfer der Massaker erinnern. Das Klubwappen enthält die berühmte Vankatze, die mit einem Fußball auf dem größten See der Türkei, dem Vansee, abgebildet ist.

## Trainer (Auswahl)
- Hasan Erkin Şimşir

## Präsidenten (Auswahl)
- Mahmut Pala
- Servet Yenitürk